# Hecatera leuconota
Hecatera leuconota là một loài bướm đêm trong họ Noctuidae.